# Tsugumi Sakurai
Tsugumi Sakurai (Kochi, 3 de setembro de 2001) é uma lutadora de estilo-livre japonesa.

## Carreira
Sakurai ganhou a medalha de ouro no evento feminino de 55 kg no Campeonato Mundial de Luta Livre de 2021, realizado em Oslo, Noruega. Ela também ganhou a medalha de ouro em seu evento no Campeonato Asiático de Luta Livre de 2022, realizado em Ulaanbaatar, Mongólia.
Sakurai ganhou a medalha de ouro no evento feminino de 57 kg no Campeonato Mundial de Luta Livre de 2022, realizado em Belgrado, Sérvia.  Um ano depois, ela também ganhou a medalha de ouro no evento feminino de 57 kg no Campeonato Mundial de Luta Livre de 2023, realizado em Belgrado, Sérvia. Como resultado, ela ganhou uma vaga para o Japão nas Olimpíadas de Verão de 2024 em Paris, França. Em outubro de 2023, Sakurai ganhou a medalha de ouro no evento feminino de 57 kg nos Jogos Asiáticos de 2022, realizados em Hangzhou, China. Ela derrotou Jong In-sun da Coreia do Norte em sua luta pela medalha de ouro.
Ela ganhou a medalha de ouro no evento feminino de 57 kg nas Olimpíadas de Verão de 2024 em Paris, França. Ela derrotou Anastasia Nichita da Moldávia na final.